# Rathaus Münden

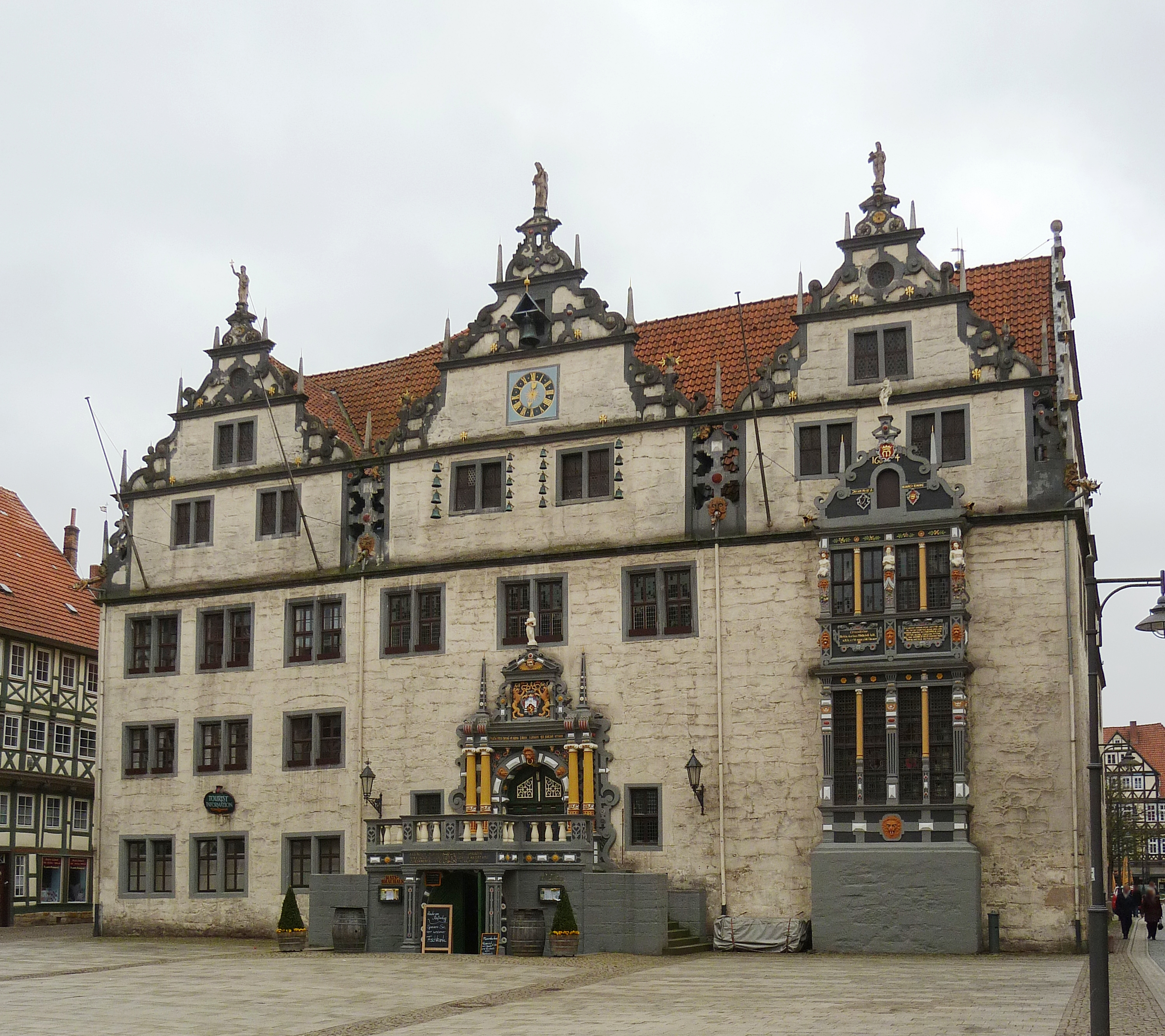
Rathaus Münden

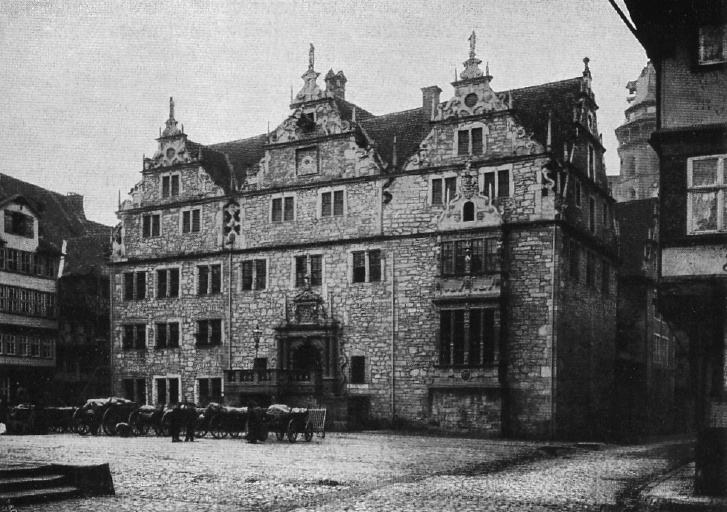
Ansicht um 1900

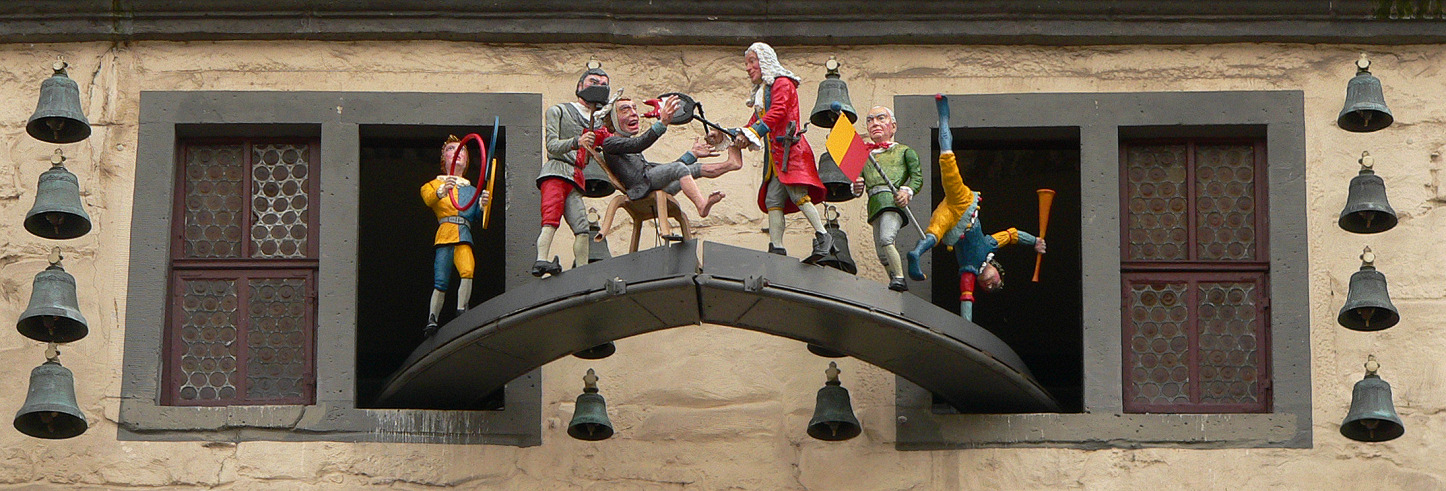
Glockenspiel an der Rathausfassade mit Doktor Eisenbarth

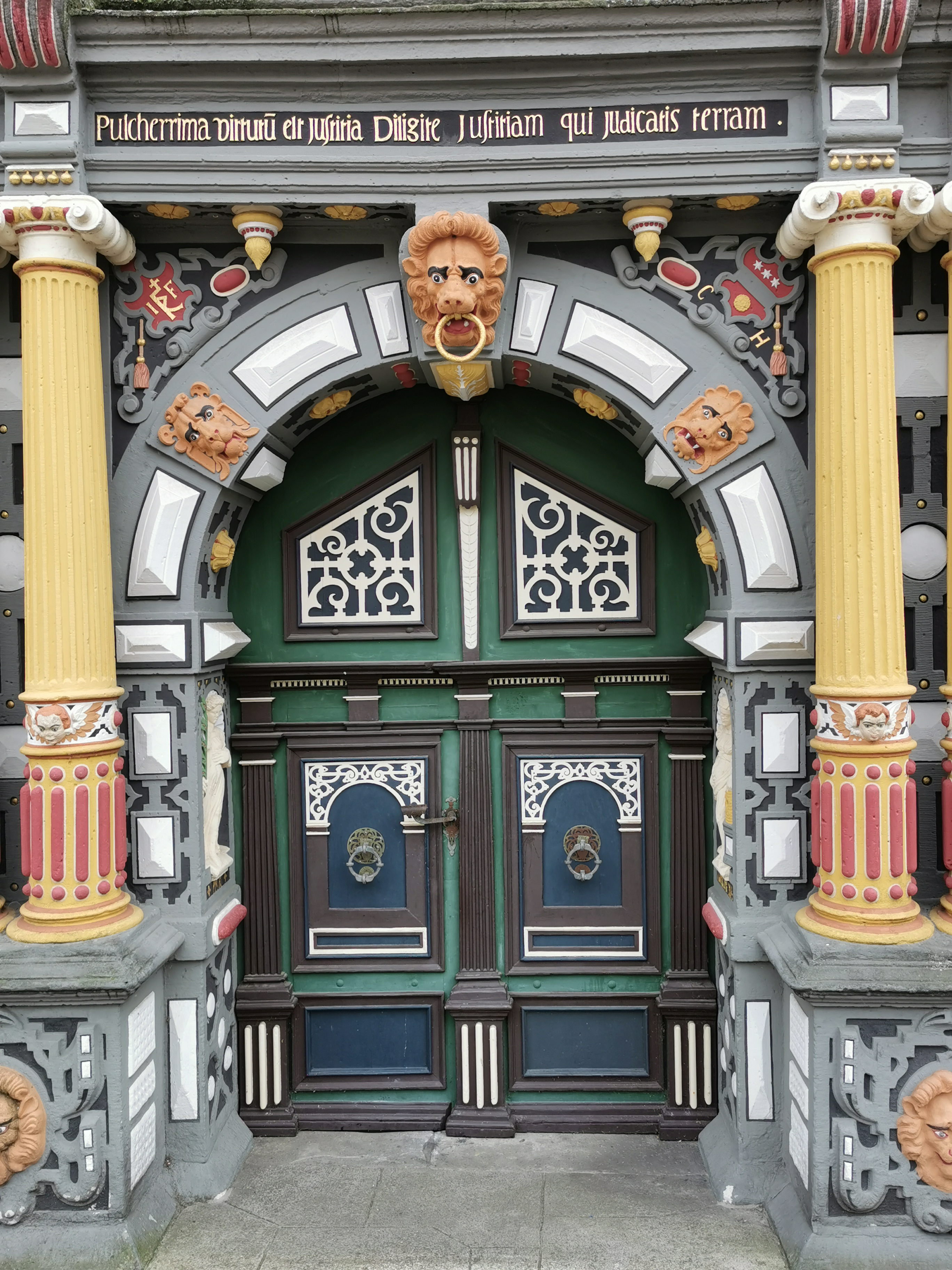
Portal. Die lateinische Inschrift lautet übersetzt: „Gerechtigkeit ist die schönste Tugend. Achtet sie hoch, ihr, die ihr die Erde richtet!“

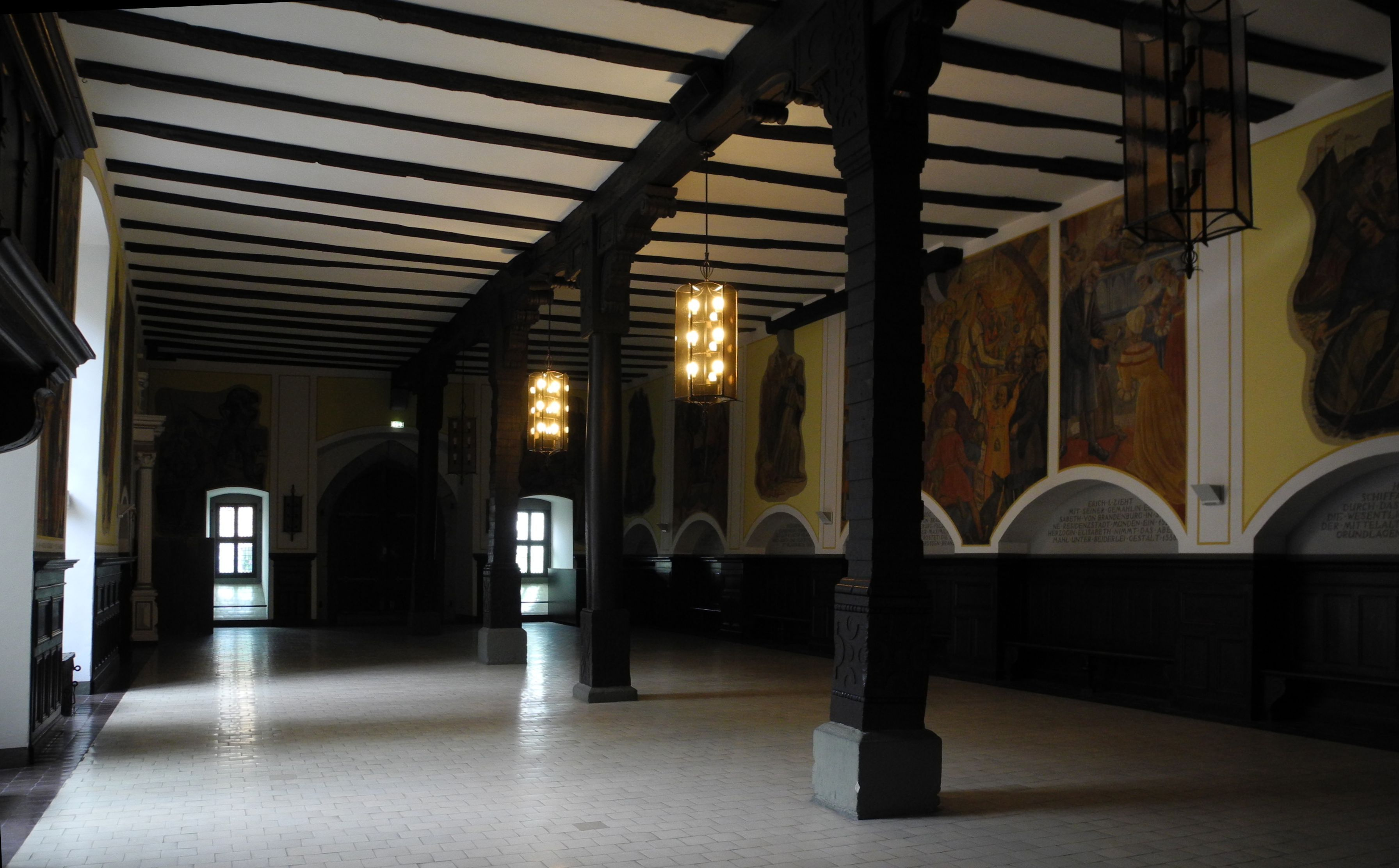
Untere Rathaushalle als gotischer Saalbau

Das Rathaus Münden ist ein denkmalgeschütztes Bauwerk in der Stadt Hann. Münden in Südniedersachsen, dessen Kern aus dem 14. Jahrhundert stammt. Durch einen Umbau Anfang des 17. Jahrhunderts bekam es seine bis heute erhaltene Schaufassade im Stil der Weserrenaissance.

## Baubeschreibung und Geschichte
Das Rathaus bildet gemeinsam mit der St.-Blasius-Kirche das Zentrum des historischen Stadtkerns. An der Nordseite des Rathauses mit seiner Schaufassade liegt der Marktplatz.
Wie Ausgrabungen im Jahr 1978 ergaben, befand sich an dem Standort des Rathauses ein steinerner Vorgängerbau. Dabei handelte es sich um ein Rathaus oder Kaufmannshaus, das um 1200 errichtet wurde. Auf den Mauern dieses Gebäudes entstand im 14. Jahrhundert ein rechteckiger und zweigeschossiger gotischer Saalbau. Sein Staffelgiebel ist an der Südseite des Gebäudes noch heute erkennbar. 
In den Jahren 1603 bis 1618 ließ der Lemgoer Baumeister Georg Crossmann im Auftrag der Stadtoberen das Rathaus umbauen. Dabei entstand unter Einbeziehung des älteren rechteckigen Bauwerks ein fast quadratischer Baukörper mit einer nach Norden weisenden Fassade. Sie ist durch Zwerchhäuser in drei Achsen geteilt. Auf der westlichen Seite besteht eine zweigeschossige, dekorativ gestaltete Utlucht der Ratsstube. Prunkstück der Fassade ist das Hauptportal mit dem Eingang als Freitreppe und einem weit ausladenden Altan. In den Altan ist die zum Ratsweinkeller bzw. das Ratsbrauhaus hinunterführende Treppe eingebunden.

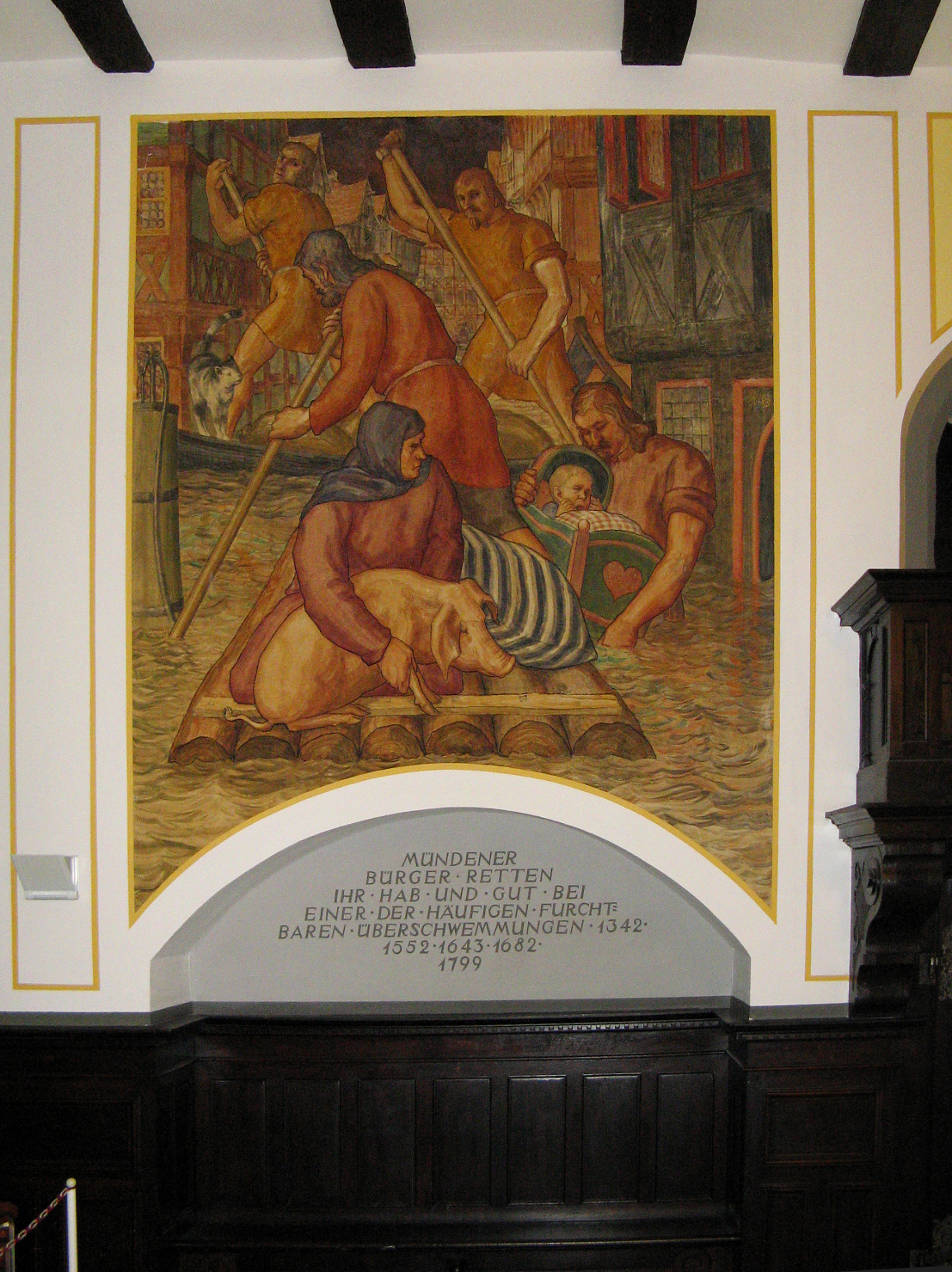
Wandmalerei in der unteren Rathaushalle

Die untere Rathaushalle im Erdgeschoss, als (Koph-Hus) bezeichnet, weist einen großen Saal auf, der einst die Warenbörse war, in der Kaufleute Verträge abschlossen. Die Räumlichkeit ist mit großformatigen, aus den Jahren 1928 bis 1929 entstandenen, Wandmalereien geschmückt, die Ereignisse aus der Stadtgeschichte zeigen. Die obere Rathaushalle diente früher als Hochzeitssaal (Hochzeitshaus) und wird heute für Ausstellungen und Empfänge genutzt.
An der Schaufassade befindet sich ein Glockenspiel, das täglich um 12:00, 15:00 und 17:00 Uhr einen Figurenumlauf mit Szenen aus dem Leben des Handwerkschirurgen Doktor Eisenbarth zeigt und dazu die Melodie von Ich bin der Doktor Eisenbart spielt. Ebenfalls an der Nordseite und damit am Marktplatz befindet sich eine Maß-Elle. An der südöstlichen Ecke des Rathauses befindet sich die Serie Luft der Expo 2000-Kunstinstallation Wasserspuren.
1975 bis 1980 wurden die Außenwände des Rathauses aufgrund von Bauschäden saniert. Seit den 1970er Jahren bestand ein Sanierungsbedarf an der Dachkonstruktion, deren Balken aus dem 17. Jahrhundert stammen. Im Jahr 2015 begann eine Grundsanierung. Bei den Arbeiten wurden historische Schmuckbalken entdeckt, die so weit wie möglich erhalten bleiben sollen.

## Nutzung
Vom Mittelalter bis heute diente das Rathaus als Sitz des Stadtrates und eines Teils der Stadtverwaltung sowie als Standesamt. Heute befindet sich darüber hinaus die Tourist-Information im Gebäude. Früher hatte der Bau weitere Funktionen, wie Hochzeitshaus (siehe oben), Gerichtsort (worauf die Inschrift über dem Portal hinweist) und Versammlungsort der Kaufmannsgilde.
In den Kellerräumen befindet sich das Ratsbrauhaus, das seit 2003 wieder als Gasthausbrauerei betrieben wird.